# 실업급여 로맨스
실업급여 로맨스는 2013년 10월 5일부터 2013년 12월 7일까지 방송한 E채널의 드라마이다.

## 개요
《실업급여 로맨스》는 2013년 10월 5일부터 12월 7일까지 방영된 E채널 드라마이다.

세개의 드라마가 모여 10부를 만든 실험적인 구성방식의 드라마.
- 1부~3부의 부제는 (드라마의 여왕)으로 여주인공 임승희(이영아)의 현실분투기를 다루었고,
- 4부~6부는 (보건학 개론)으로 남자주인공 김종대(남궁민)의 대학시절부터 지금까지의 사랑이야기가 펼쳐지고,
- 7부~10부는 (실업급여 스캔들)로 고용센터에서 다시 만난 종대와 승희의 사랑과 갈등이 코믹하게 그려진다.

## 등장 인물
- 이영아 : 임승희 역
- 남궁민 : 김종대 역
- 서준영 : 송완하 역
- 배슬기 : 문선주 역
- 정승아 : 오연우 역
- 박우천 : 박광팔 역
- 김강현 : 엄효상 역
- 전창걸 : 김 대표 역
- 박진주 : 보조작가 역
- 정진 : 이 PD 역
- 명계남 : 거부 역
- 권기선 : 자옥 역
- 지상민 : 선태 역
- 황은정 : 경희 역
- 박희진 : 창수엄마 역

## 수상
- 2015년 제8회 케이블TV 방송대상 드라마/엔터테인먼트부문 PP작품상